# Бугенвиль (пролив)
Бугенвиль (англ. Bougainville Strait) — пролив, отделяющий остров Шуазёль от острова Бугенвиль в архипелаге Соломоновы острова. Открыт в 1768 году французским путешественником Луи Антуаном де Бугенвилем, в честь которого и назван. В 1788 году через пролив проплыл британский лейтенант Джон Шортленд, давший название островам Трежери (англ. Treasury Islands), расположенным в проливе. Одновременно он назвал пролив в свою честь, однако название «Бугенвиль» оказалось более употребительным.
По проливу Бугенвиль проходит морская граница между Папуа — Новой Гвинеей и Соломоновыми Островами. Параметры границы закреплены в межгосударственном договоре, подписанном 25 января 1989 года. Тем не менее договор до сих пор не ратифицирован сторонами.